# Vujadin Popović
Vujadin Popović, črnogorski general, * 2. marec 1916, † 1991.

## Življenjepis
Leta 1940 je končal Pravno fakulteto v Beogradu. Naslednje leto se je pridružil NOVJ in KPJ. Med vojno je bil politični komisar in poveljnik več enot.
Po vojni je bil poveljnik divizije, načelnik štaba in pomočnik poveljnika armade, poveljnik korpusa, namestnik načelnika VVA JLA,...